# モリナーラ
モリナーラ（イタリア語: Molinara）は、イタリア共和国カンパニア州ベネヴェント県にある、人口約1,600人の基礎自治体（コムーネ）。

## 地理

### 位置・広がり
ベネヴェント県のコムーネ。県都ベネヴェントから北北東へ21kmの距離にある。

#### 隣接コムーネ
隣接するコムーネは以下の通り。
- フォイアーノ・ディ・ヴァル・フォルトーレ
- サン・ジョルジョ・ラ・モラーラ
- サン・マルコ・デイ・カヴォーティ